# Росси, Мариярозария
Мари́яроза́рия Ро́сси (итал. Mariarosaria Rossi; род. 8 марта 1972, Пьедимонте-Матезе, провинция Казерта, Кампания) — итальянский политический деятель, член руководства партии «Вперёд, Италия».

## Биография
Мариярозария Росси родилась 8 марта 1972 года в Пьедимонте-Матезе, получила среднее специальное образование в техническом лицее.
В 1990-х годах работала аниматором и PR-агентом различных увеселительных заведений Рима, затем была избрана в совет 10-го округа Рима от партии Вперёд, Италия. По её собственным словам, некоторые её политические инициативы привлекли к ней внимание Берлускони; по другим сведениям, известность она получила благодаря удачному выступлению в телепрограмме Meno male che Silvio c’è («Слава Богу, что есть Сильвио») и спустя некоторое время стала завсегдатаем личной резиденции Берлускони в Риме ─ Палаццо Грациоли. Пресса также считает её участницей вечеринок бунга-бунга в имении Берлускони, о чём свидетельствуют опубликованные записи телефонных разговоров. Дружит в Палате депутатов с Аннаграцией Калабрия и Габриэллой Джамманко.
В 2008 году была избрана в Палату депутатов XVI созыва по списку партии «Народ свободы».
В 2013 году была избрана в Сенат XVII созыва, где сначала входила во фракцию «Народ свободы», а позднее — в воссозданную фракцию «Вперёд, Италия». С 7 мая 2013 по 12 ноября 2014 года работала в 8-й постоянной комиссии (общественные работы, связь), с 12 ноября 2014 года — в 9-й постоянной комиссии (сельское хозяйство и агропромышленное производство). Также с 19 июля 2013 года является членом парламентской комиссии по проблемам детства и отрочества. 20 мая 2014 года, после отставки Сандро Бонди с должности администратора партии, заняла его место.
Росси пользуется большим влиянием в партии «Вперёд, Италия» — известно выражение функционеров: Decidono solo lei e il capo («Решают только она и босс»).
19 октября 2016 года судья предварительных слушаний Милана Лаура Маркионделли официально привлекла к расследованию по так называемому «делу Руби» 22 человека, включая Росси, по обвинению в коррупции и даче ложных показаний в ходе расследования (в его рамках Сильвио Берлускони обвинялся в наличии сексуальной связи с несовершеннолетней Каримой Эль-Маруг). Обвинение полагает, что подозреваемые получили от бывшего премьера взятки в обмен на лжесвидетельство.
19 января 2021 года проголосовала в Сенате вопреки партийной позиции за доверие второму правительству Конте.
25 сентября 2022 года состоялись досрочные парламентские выборы, на которые Росси пошла во главе правоцентристского блока с участием партий Братья Италии, Вперёд, Италия, Лига и объединения Мы умереные/Лупи-Тоти-Бруньяро — Союз центра в одномандатном округе неаполитанского района Фуоригротта и проиграла с результатом 22,5 %, оставшись на третьем месте после министра иностранных дел Луиджи Ди Майо и победителя — бывшего министра, члена Движения пяти звёзд Серджо Коста (его поддержали 39,7 % избирателей.